# Courcelles-sur-Vesle
Courcelles-sur-Vesle je francouzská obec v departementu Aisne v regionu Hauts-de-France. V roce 2011 zde žilo 355 obyvatel.

## Sousední obce
Braine, Brenelle, Cys-la-Commune, Dhuizel, Limé, Paars, Quincy-sous-le-Mont, Saint-Mard, Vauxtin

## Vývoj počtu obyvatel
Počet obyvatel 